# 맥아더 포고령
맥아더 포고령 혹은 맥아더 포고령 제1호는 1945년 9월, 미군이 한반도에 입성했을 때 발표한 통치에 대한 포고문이다. 이 포고문을 통해 미군이 직접 한반도를 통치하는 미군정을 선포하였으며, 건국준비위원회는 물론, 심지어 대한민국 임시정부까지도 불인정하여 한국인의 자주적 통치활동을 부정하였다. 이는 미국입장에서 한국은 일본과 함께 태평양 전쟁을 일으킨 주범으로 인식되었기 때문이다.

## 개요
1945년 8월 15일, 일본제국이 패망함과 동시에 한반도는 해방을 맞게된다. 곧이어 한반도내에는 건국준비위원회가 발족하여 치안권과 행정권을 담당하여 한반도의 혼란한 상황속에서 자주적으로 수습하고자 하였다. 이어서 건준은 각지역 지부로 확장되어 인민위원회로 개편되었는데, 이과정에서 박헌영의 공산주의계열이 대거 들어오게 되어 건준의 성향은 변질되어 9월 6일 조선인민공화국으로 선포되었다.
이무렵, 제2차 세계대전 종전후 미군은 일본 도쿄지역에 GHQ군정 사령부를 설치한다.
1945년 9월에 한반도에는 38도선을 경계로 미국과 소련이 입성하여 미소 양국은 한반도에 통치안에 대한 포고령을 발표하게 된다. 한반도 이남에 입성한 미군은 포고령 제1호를 발표하였는데, 극동아시아의 사령관인 더글러스 맥아더의 이름을 본따서 발표하게 된다.
이 맥아더 포고령 제1조 내용을 통해서 미군이 직접 한반도 통치를 하겠다는 의사를 밝혔다. 또 이 포고령에서 '미군은 '해방군'이 아닌 '점령군'임을 명백히 드러낸다'는 의견과 '포고령의 점령은 occupy의 주둔이란 의미를 오역한 것이다.'라는 의견이 대립하고 있다. 이어서 국내에서 자주적 치안권 및 행정권을 담당했던 건준을 비롯한 인민위원회, 조선인민공화국은 부정되었고, 심지어 중국 충칭에 있던 대한민국 임시정부까지도 불인정되어 한국인들의 자주적인 통치활동 및 권한이 부정되었다.
포고령 제2조를 통해 일제강점기시절대 일본제국에 부역행위를 한 친일 관료, 경찰, 군인 출신 등 반민족인사들이 대거 미군정에 고용되어 편입되었다.

## 전문

### 한국어
맥아더 사령부 포고 제1호(1945. 9. 9)

조선인민에게 고함.

미국 태평양 방면 육군 총사령관으로서 이에 다음과 같이 포고한다.

조선 인민에 대한 맥아더 사령관의 포고문 제1호

미국 태평양 방면 육군 총사령관으로서 이에 다음과 같이 포고한다.

일본 제국 정부의 연합국에 대한 무조건 항복은 아래 여러 국가 군대 간에 오래 행해져 왔던 무력 투쟁을 끝나게 하였다. 일본 천황의 명령에 의하고 또 그를 대표하여 일본 제국 정부의 일본 대본영이 조인한 항복문서의 조항에 의하여 본관의 지휘 하에 있는 승리에 빛나는 군대는 금일 북위 38도 이남의 조선 영토를 점령한다.

조선 인민의 오랫동안의 노예상태와 적당한 시기에 조선을 해방 독립시키라는 연합국의 결심을 명심하고 조선 인민은 점령의 목적이 항복문서를 이행하고 그 인간적 종교적 권리를 확보함에 있다는 것을 새로이 확신하여야 한다. 따라서 조선 인민은 이 목적을 위하여 적극적으로 원조 협력하여야 한다. 본관(本官)은 본관에게 부여된 태평양 방면 미 육군 총사령관의 권한으로써 이에 북위 38도 이남의 조선과 조선 주민에 대하여 군정을 세우고 다음과 같은 점령에 관한 조건을 포고한다.

- 제1조 북위 38도 이남의 조선 영토와 조선 인민에 대한 통치의 전 권한은 당분간 본관의 권한 하에서 시행된다.
- 제2조 정부 공공단체 및 기타의 명예직원들과 고용인 또는 공익사업 공중위생을 포함한 전 공공사업기관에 종사하는 유급 혹은 무급 직원과 고용인 또 기타 제반 중요한 사업에 종사하는 자는 별도의 명령이 있을 때까지 종래의 정상적인 기능과 의무를 수행하고 모든 기록과 재산을 보존 보호하여야 한다.
- 제3조 주민은 본관 및 본관 권한 하에서 발포한 명령에 즉각 복종하여야 한다. 점령군에 대한 모든 반항행위 또는 공공안녕을 교란하는 행위를 감행하는 자에 대해서는 용서 없이 엄벌에 처할 것이다.
- 제4조 주민의 재산소유권은 이를 존중한다. 주민은 본관의 별도의 명령이 있을 때까지 일상의 업무에 종사하라.
- 제5조 군정 기간에는 영어를 모든 목적에 사용하는 공용어로 한다. 영어 원문과 조선어 또는 일본어 원문 간에 해석 또는 정의가 명확하지 않거나 같지 않을 때에는 영어 원문을 기본으로 한다.
- 제6조 이후 공포하게 되는 포고, 법령, 규약, 고시, 지시 및 조례는 본관 또는 본관의 권한 하에서 발포될 것이며 주민이 이행해야 될 사항을 명기할 것이다.

1945년 9월 7일, 요코하마에서 작성

미육군 태평양방면 육군 총사령관 더글러스 맥아더

### 영어
Proclamation No.1 by General of the Army Douglas MacArthur To the People of Korea: 

As Commander-in-chief, United States Army Forces, Pacific, I do hereby proclaim as follows:

By the terms of the Instrument of Surrender, signed by command and in behalf of the Emperor of Japan and the Japanese Government and by command and in behalf of the Japanese Imperial General Headquarters, the victorious military forces of my command will today occupy the territory of Korea south of 38 degrees north latitude.

Having in mind the long enslavement of the people of Korea and the determination that in due course Korea shall become free and independent, the Korean people are assured that the purpose of the occupation is to enforce the Instrument of Surrender and to protect them in their personal and religious rights. In giving effect to these purposes, your active aid and compliance are required.

By virtue of the authority vested in me as Commander-in-Chief, United States Army Forces, Pacific, I hereby establish military control over Korea south of 38 degrees north latitude and the inhabitants thereof, and announce the following conditions of the occupation:

- ARTICLE Ⅰ

All powers of Government over the territory of Korea south of 38 degrees north latitude and the people thereof will be for the present exercised under my authority.
- ARTICLE II

Until further orders, all governmental, public and honorary functionaries and employees, as well as all officials and employees, paid or voluntary, of all public utilities and services, including public welfare and public health, and all other persons engaged in essential services, shall continue to perform their usual functions and duties, and shall preserve and safeguard all records and property.
- ARTICLE III

All persons will obey promptly all my orders and orders issued under my authority. Acts of resistance to the occupying forces or any acts which may disturb public peace and safety will be punished severely.
- ARTICLE IV

Your property rights will be respected. You will pursue your normal occupations, except as I shall otherwise order.
- ARTICLE V

For all purposes during the military control, English will be the official language. In event of any ambiguity or diversity of interpretation or definition between any English and Korean or Japanese text, the English text shall prevail.
- ARTICLE VI

Further proclamations, ordinances, regulations, notices, directives and enactments will be issued by me or under my authority, and will specify what is required of you.

Given under my hand at Yokohama

this seventh day of September 1945

Douglas MacArthur

Commander-in-Chief, United States

Seventh day of September 1945 

Army Forces, Pacific

## 같이 보기
- 더글러스 맥아더
- 미군정